# Ceratinopsis labradorensis
Espèce
Ceratinopsis labradorensis est une espèce d'araignées aranéomorphes de la famille des Linyphiidae.

## Distribution
Cette espèce est endémique du Canada. Elle se rencontre au Yukon, en Alberta, en Saskatchewan, au Manitoba, en Ontario, au Québec et au Labrador.

## Étymologie
Son nom d'espèce, composé de labrador et du suffixe latin -ensis, « qui vit dans, qui habite », lui a été donné en référence au lieu de sa découverte, le Labrador.

## Publication originale
- Emerton, 1925 : New spiders from Canada and the adjoining states, No. 4. The Canadian Entomologist, vol. 57, p. 65-69.